# محافظة خامواني
 محافظة خامواني (لاو:ຄໍາມ່ວນ) و(بالإنجليزية: Khammouane)‏ هي محافظة تابعة لجمهورية لاوس الديموقراطية الشعبية وتقع وسط لاوس تحدها من الشمال محافظة بوليخاماسي ومن الجنوب محافظة سافانخت وتفصلها من الشرق سلسلة جبال أناميتي عن فيتنام ومن الغرب يفصل نهر ميكونغ حدود المحافظة معا محافظة ناخون فانوم التايلاندية تغذي روافد نهر ميكونغ غابات شاسعة في منطقة نام ثيون الطبيعة وكذلك تشكل مجمع للطاقة الكهرومائية في لاوس.

## التقسيمات الادارية
- تنقسم المحافظة إلى 9 تقسيمات إدارية كمقاطعات (بلديات)

| 1. مقاطعة بولفا 2. مقاطعة هينبون 3. مقاطعة ماهاكساي 4. مقاطعة نهومالاث 5. مقاطعة نونجبوك 6. مقاطعة ثاخيك (عاصمة المحافظة) | 1. مقاطعة ناكاي 2. مقاطعة إكسايبواثونج 3. مقاطعة إكسينجخور إكسيبانجفاي |

## معرض صور

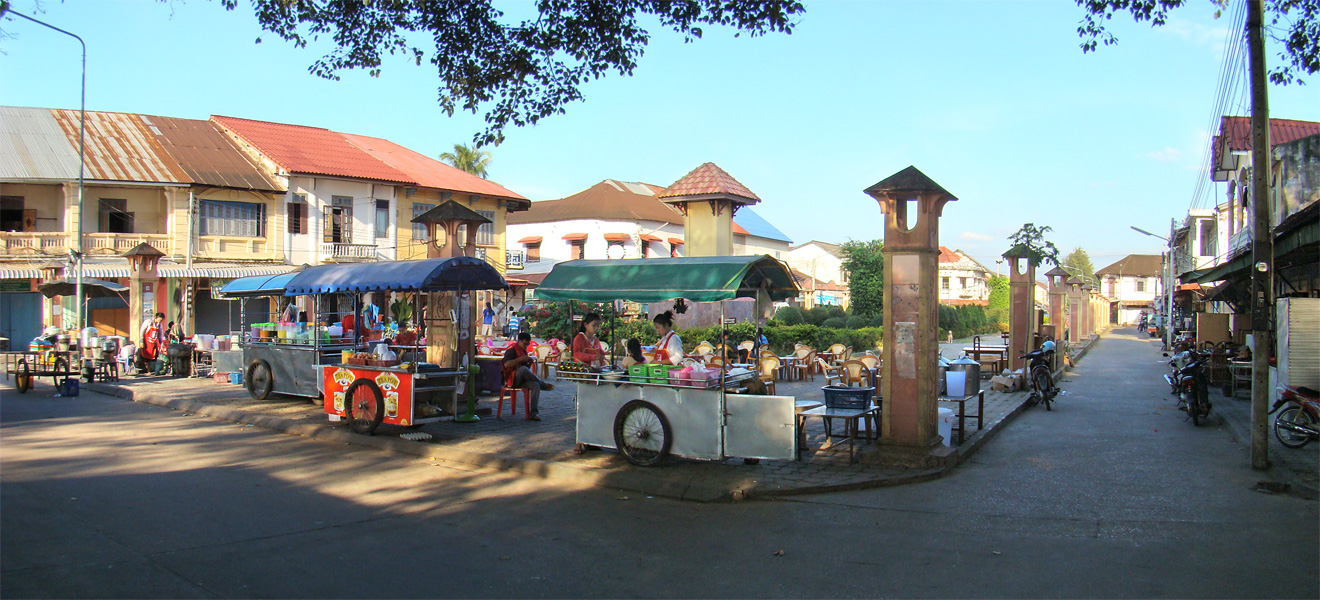
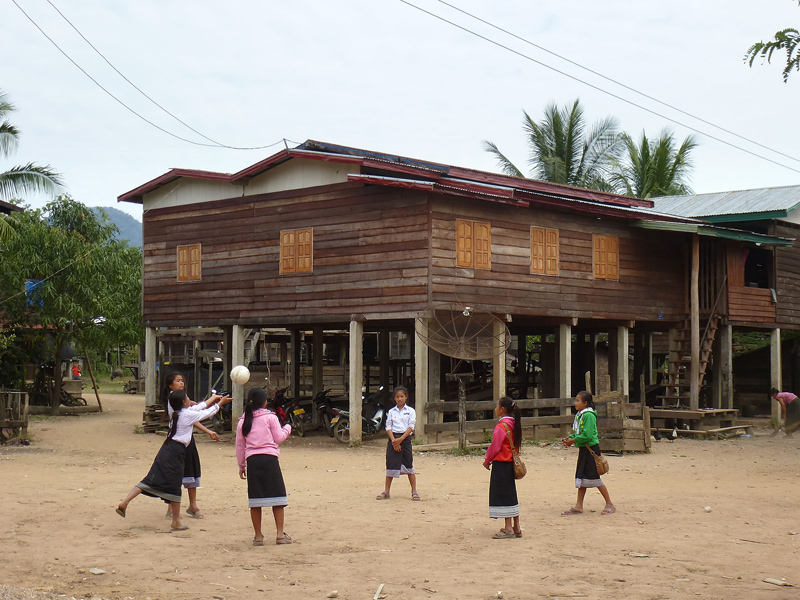
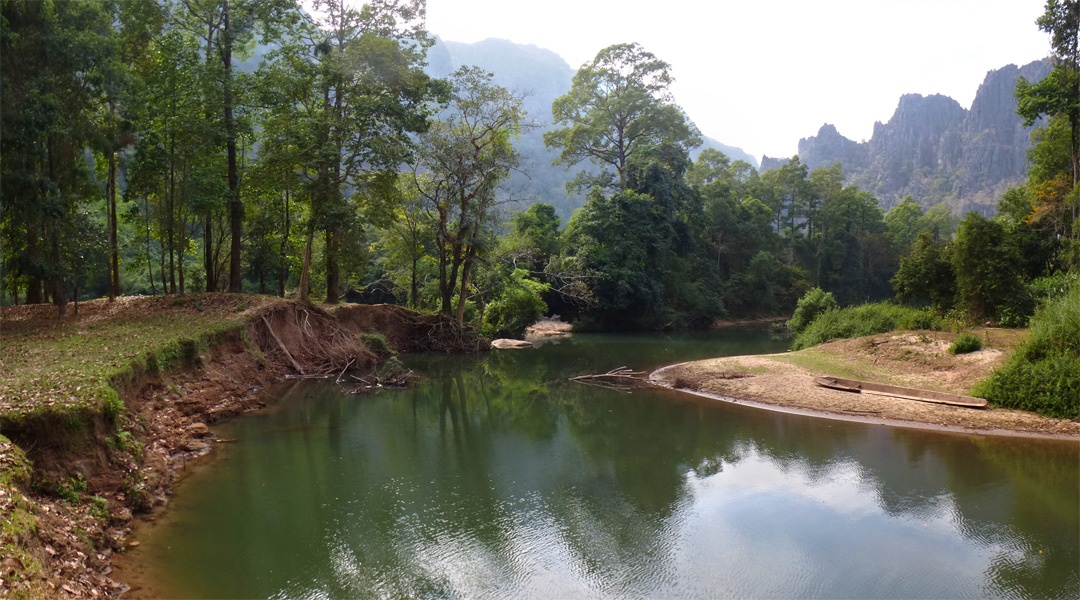
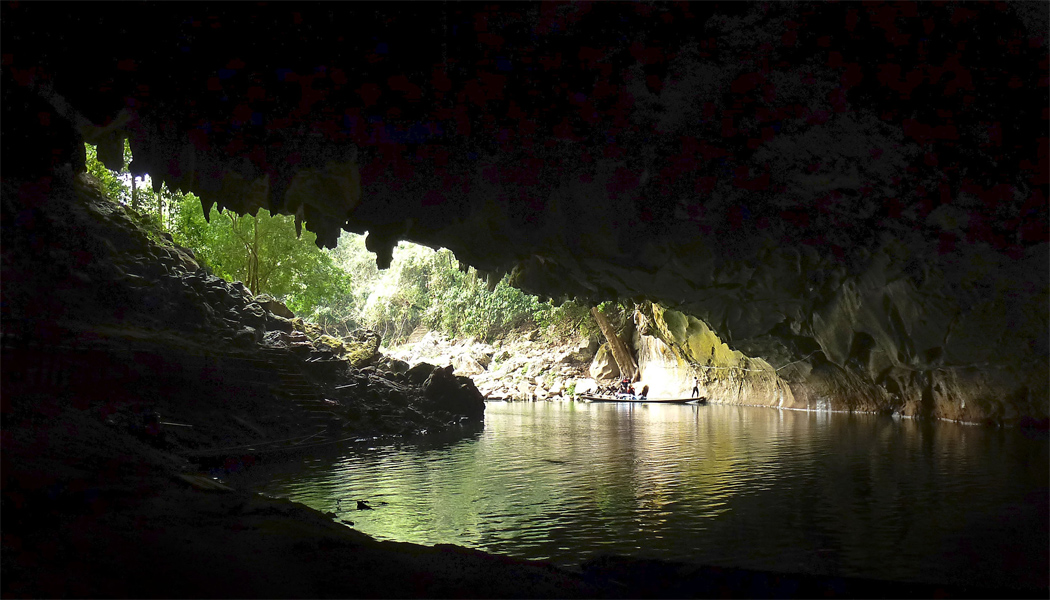